# Herr und Hund

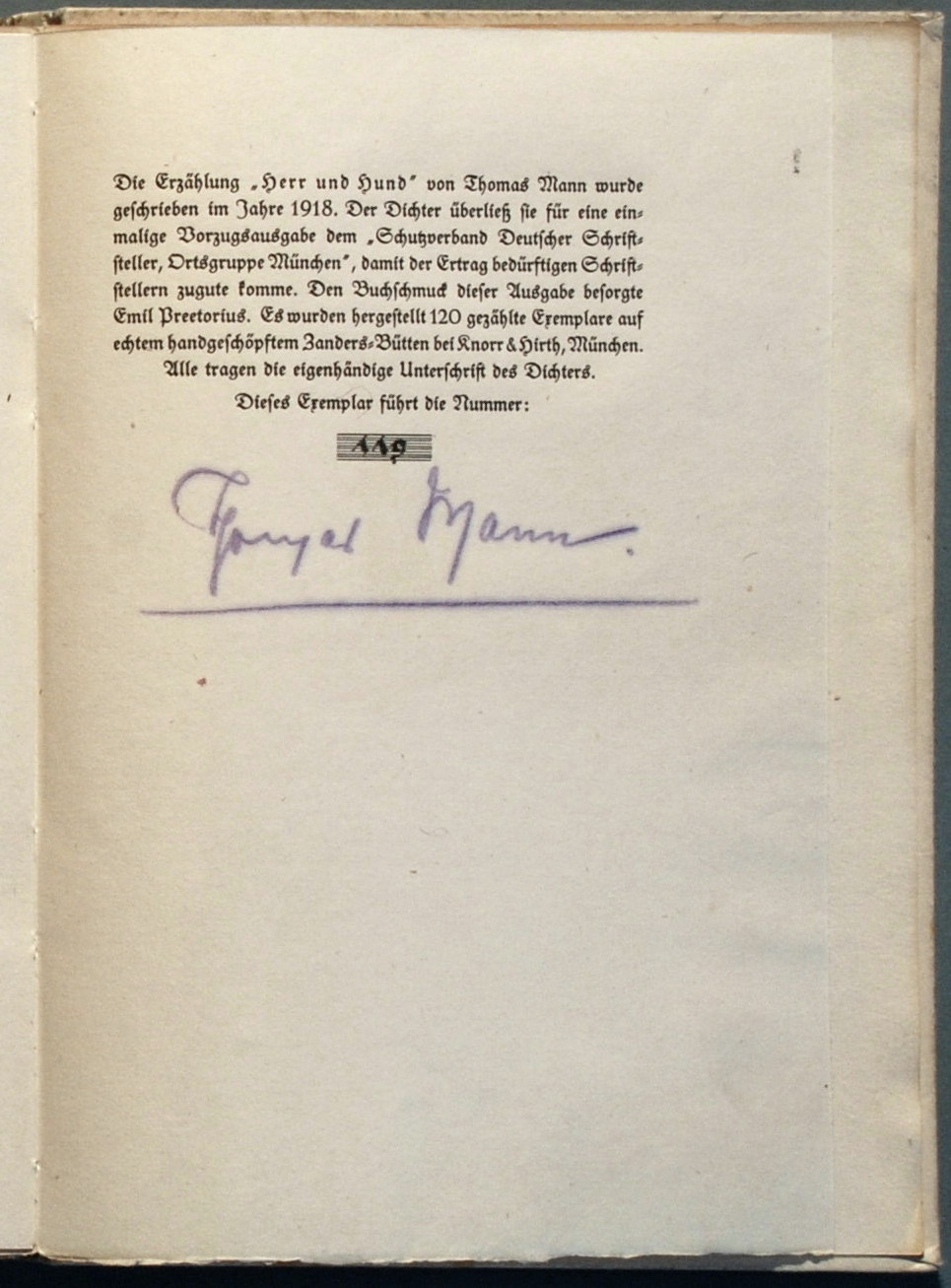
Herr und Hund (Exemplar 119 der einmaligen Vorzugsausgabe, erschienen im November 1919)

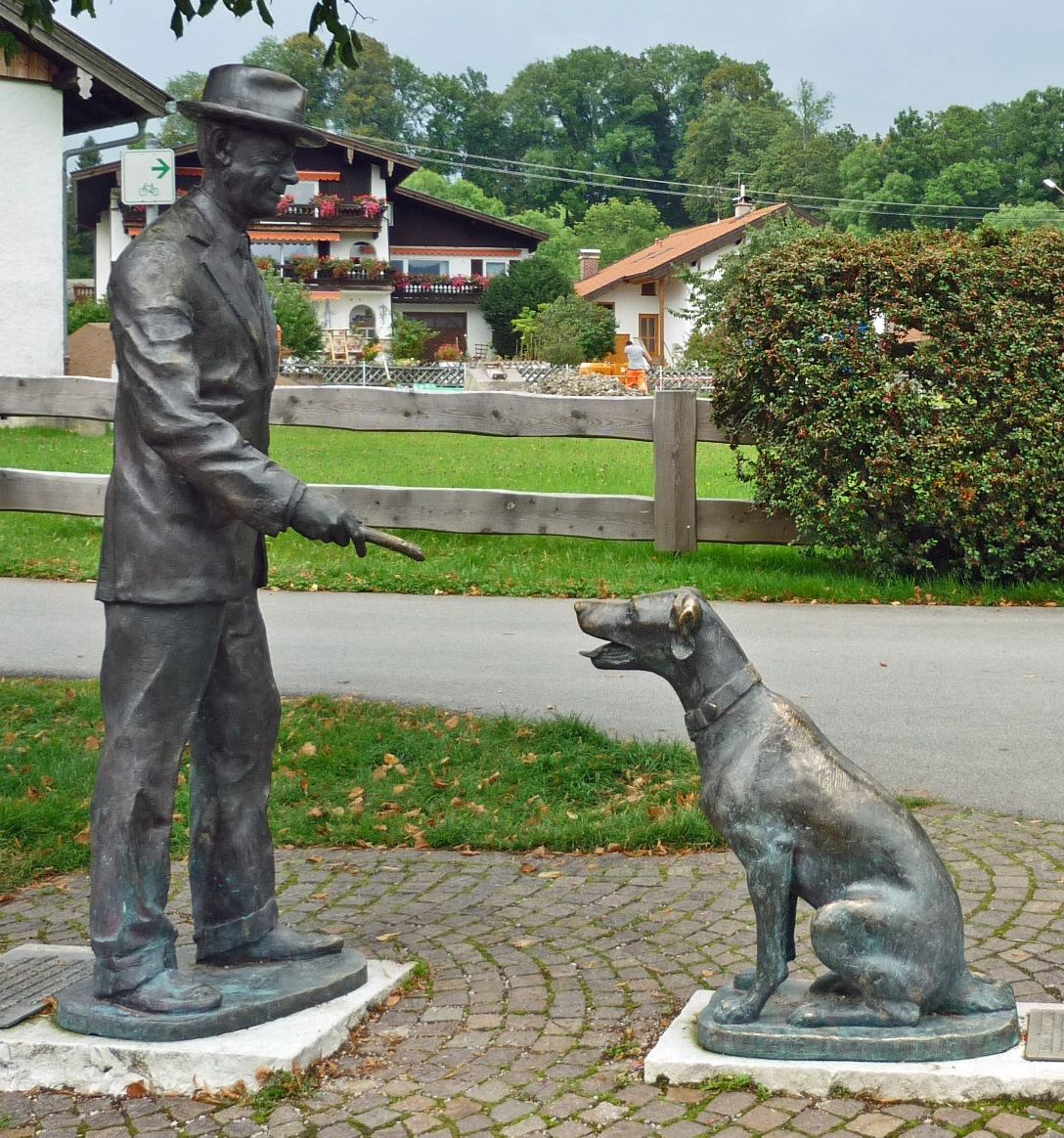
Thomas Mann mit Bauschan, Skulpturengruppe von Quirin Roth in Gmund am Tegernsee, 2001

Herr und Hund, Untertitel: Ein Idyll, ist neben Die vertauschten Köpfe die längste Erzählung von Thomas Mann. Sie entstand 1918. Ihre erste Ausgabe war ein Privatdruck und erschien im November 1919 in München als einmalige Vorzugsausgabe von 120 nummerierten und signierten Exemplaren. Der Ertrag kam bedürftigen Schriftstellern zugute. Gleichzeitig erschien auch die offizielle Buchausgabe, zusammen mit dem Gesang vom Kindchen. 1922 wurde die Erzählung in Gesammelte Werke in Einzelausgaben aufgenommen, 1945 in Ausgewählte Erzählungen und 1958 in die Stockholmer Gesamtausgabe der Werke Thomas Manns.

## Inhalt
Thomas Mann schildert seine Erlebnisse mit seinem Hühnerhundmischling Bauschan, der als halb verhungerter, kränklicher Welpe die Nachfolge des Collies Motz antrat, dem der Autor in Königliche Hoheit ebenfalls ein (wenn auch weit bescheideneres) literarisches Denkmal setzte.
Herr und Hund gehört zweifellos zu den einfühlsamsten und humorvollsten literarischen Zeugnissen über Haushunde – und deren Besitzer. Es ist in fünf Kapitel eingeteilt, deren Überschriften bereits andeuten, dass dieser Text keinesfalls den Anspruch erhebt, ein im strengen Sinne literarisches Werk zu sein: Er kommt um die Ecke, Wie wir Bauschan gewannen, Einige Nachrichten über Bauschans Lebensweise und Charakter und Das Revier, das eine ungewöhnlich akribische Beschreibung des Mannschen Spazierganggebietes rund um das Münchner Domizil im damaligen Vorort Bogenhausen liefert. Den größten Raum jedoch, das heißt knapp die Hälfte der Erzählung, nimmt das letzte Kapitel mit dem Titel Die Jagd ein. Der Autor verrät auch, warum: Aus Dankbarbeit beschreibe ich sie – aus Dankbarkeit für die Erholung, die sie ihm nach einem anstrengenden Schreibvormittag als Schriftsteller schenke. Den ganzen Morgen habe er in der Regel gesorgt und gekämpft (…), habe Schwierigkeiten überwunden, daß es nur so knirschte, da sei es dann die Jagd mit Bauschan, die mich zerstreut und erheitert, die mir die Lebensgeister weckt und mich für den Rest des Tages, an dem noch manches zu leisten ist, wieder instand setzt.
In den verschiedenen Episoden aus dem Zusammenleben mit dem Tier wird unter anderem davon erzählt,
- wie ausschließlich Bauschan auf seinen Herrn als Bezugsperson fixiert ist und wie geschickt er versucht, diesen zum gemeinsamen Spiel und zu täglichen Ausflügen zu animieren;
- welch Nerven aufreibende Aufgabe das Warten eines Hundes sein kann;
- wie spannend, rituell-formal, vor allem aber unsäglich peinlich die Begegnungen mit anderen Hunden ausfallen;
- wie Bauschan, seinem Jagdtrieb folgend, Feldmäuse aufstöbert und gelegentlich auch schon mal in Speisebrei verwandelt;
- wie ihm eines Tages ein geistig verwirrtes Schaf auf Schritt und Tritt folgt;
- wie er, immer mit harmlosem Ausgang, Fasane, Enten, Möwen, und Hasen verfolgt, die ihm vor die Nase geraten;
- wie er mit seiner Leidenschaft auch seinen Herrn anzustecken, ja in ein geradezu atavistisches Jagdfieber zu versetzen versteht;
- in welche Verlegenheit das gute Tier gerät, als es unversehens tatsächlich einmal einen Fasan erbeutet, und
- in welche Verlegenheit sein Herrchen gerät, als ihm ein vor Bauschan flüchtender Hase unversehens in den Schoß springt;
- wie Bauschan einmal fast abtrünnig wird, als er einem leibhaftigen Jäger begegnet, der eine Ente schießt, und
- wie eifersüchtig sein Herr werden kann, wenn Bauschan ihn angeblich mit Liebesentzug bestraft;
- wie ein jähes Ende der Beziehung droht, als das Herrchen meint, das Tier wegen „okkulter Blutungen“ in eine Tierklinik einliefern zu müssen.

Doch Herr und Hund bleiben sich erhalten. Bauschan sei über das Leiden hinweggekommen und erfreue sich stabiler Gesundheit.

## Bauschans Vita
Bauschan, dessen Name aus Fritz Reuters Roman Ut mine Stromtid übernommen ist und wahrscheinlich eine Verballhornung von Bastian darstellt, war einer der Lieblingshunde Thomas Manns und das einzige seiner Tiere, das zum Protagonisten in einem seiner Werke wurde. Die beiden Pudel namens Nico, die er in höheren Jahren hielt, haben zwar sehr viel ausführlicher Einzug in seine Tagebücher gehalten und mindestens einer von beiden erscheint auch in einem Filmbericht über Thomas Mann, literarisch sind sie aber nicht in Erscheinung getreten.
Bauschan lebte etwa vier Jahre in Thomas Manns Münchener Villa, die samt ihrer Umgebung den Hintergrund der Erzählung bildet. Im Winter 1919/1920 machten sich Anzeichen einer Erkrankung bemerkbar. Am 26. Dezember 1919 brachten Erika und Klaus Mann ihn in eine Tierklinik, nachdem tags zuvor ein „junger Mann mit Schmissen und Dr.-Titel“ – so Thomas Mann in dem entsprechenden Tagebucheintrag – Staupe diagnostiziert hatte, „Staupe in der jetzt grassierenden schweren Form, wovon auch ältere Hunde betroffen. Eitrige Lungenentzündung, aber auch nervöse Erscheinungen […] Prognose trübe“. Am 16. Januar 1920 notierte Thomas Mann: „Aus der Klinik Meldung, endgültig, dass B a u s c h a n [im Original kursiv gesetzt] nicht wiederherzustellen sei. Auch Harnvergiftung ist vorhanden. Schmerzlose Tötung wird empfohlen und von uns denn auch angeordnet.“
R. I. P.
Ich citierte gegen K. Katia Mann als Grabschrift:
«Zwar hat auch ihm das Glück sich hold erwiesen,
Denn schöner stirbt ein Solcher, den im Leben
Ein unvergänglicher Gesang gepriesen.»"